# 木根ヲサム
木根 ヲサム（きね ヲサム、3月5日 - ）は日本の漫画家。東京都出身、千葉県在住。血液型AB型。早稲田大学教育学部国語国文学科卒業。在学中は早稲田大学少女漫画研究会(WSMK)に所属。
河合克敏、上條淳士の元でアシスタントを勤めつつ、2001年に芳文社まんがタイムオリジナルで月刊連載「ママはライバル！」を開始、商業誌デビューした。その後アシスタント、連載を両方続けつつ、2004年に「ネモト摂」名義の投稿作品「エッグ・ノック」で小学館新人コミック大賞少年誌部門大賞を受賞。現在は「ネモト摂」名義は使用せず、「木根ヲサム」名義にて活動している。

## 作品リスト

### 連載
- ママはライバル!（原作：西ゆうじ、『まんがタイムオリジナル』2001年3月号 - 2004年10月号）
- 風の古道（原作：恒川光太郎、『週刊ヤングサンデー』2006年43号 - 2006年47号、短期集中連載）　※ネモト摂名義
- 柳花〜ユファの大地（原作：福井晴敏、構成：北條いづみ、メカデザイン：佐山善則、『月刊COMICリュウ』2007年1月号 - 2007年4月号）
- まつろはぬもの〜鬼の渡る古道〜（原作：恒川光太郎、『週刊ヤングサンデー』2007年21・22合併号 - 2008年35号、『モバMAN』2008年9月5日 - 2009年2月20日）
- まちゅろわぬもの。（『モバMAN』2009年4月3日 - 2010年3月5日）
- 黒×羊〜12人の優しい殺し屋〜（『月刊!スピリッツ』2009年10月号 - 2011年11月号）
- ソードガイ 装刀凱（原作：井上敏樹、キャラクターデザイン：雨宮慶太、『月刊ヒーローズ』2012年12月号 - 2019年7月号）
- 電騎装鋼 ライジン（『サイコミ』2024年11月3日[1] - ）

### 読み切り
- アナザ・ライン（『まんがタイムDash!』2001年11月号）
- エッグ・ノック（『週刊少年サンデー超』2004年2月25日号）※ネモト摂名義
- ゴースト・ロジック（原作：浜中明、『週刊少年サンデー』2004年20号）※ネモト摂名義
- カフェ・ラ・カンパーナ（原作：北条朝子、『まんがタイムきららCarat』vol.5）
- 虎神（『週刊少年サンデー超』2004年11月25日号）※ネモト摂名義
- パパロボ（原作：北條いづみ、『まんがタイムきららフォワード』2006年7月）
- サイレントヒル ゼロ（原作：コナミ、『週刊ヤングサンデー』2008年1号）

### イラストレーション
- 任天堂ファイアーエムブレムTCG『ユグドラルアンソロジーパック』カードイラスト（2003年7月）
- 陸王　リ・インカーネーション（久能千明、ディアプラス文庫）小説挿絵

## 師匠
- 上條淳士
- 河合克敏